# 시 (기하학)
시(矢,saggit,화살거리)는 기하학에서 활꼴에서 곡선 호(arc)의 한 점에서  현(chord)까지의 거리. 또한  활과 줄에 놓인 화살을 닮은 것에서 이렇게 불린다.

## 활꼴
|                             |
| 예시) L(현),s(시),r(반지름) |

활꼴에서 s는 r에서 l을 보여주며, l은 s와 함께 밑변(l), 높이(s)에서 빗변(x)를 보여준다. 이러한 직각삼각형의 확인은 활꼴을 이등분하는 것에서 더 작은 활꼴의 크기를 조사할 수 있는 정보를 제공한다. 따라서 이러한 작업은 활꼴의 면적에 근사하는 값을 얻는 방법을 제공할 수 있다.

## 화살거리
화꼴에서 현의 길이({\displaystyle l})는 높이(화살거리,{\displaystyle s})와 반지름({\displaystyle r})에서 다음의 관계가 있다.
{\displaystyle r^{2}=\left({{l} \over {2}}\right)^{2}+(r-s)^{2}}
{\displaystyle r^{2}-\left({{l} \over {2}}\right)^{2}=(r-s)^{2}}
{\displaystyle {\sqrt {r^{2}-\left({{l} \over {2}}\right)^{2}}}=(r-s)}
{\displaystyle s=r-{\sqrt {r^{2}-\left({{l} \over {2}}\right)^{2}}}}
한편
{\displaystyle r^{2}=\left({{l} \over {2}}\right)^{2}+(r-s)^{2}}
{\displaystyle r^{2}-(r-s)^{2}=\left({{l} \over {2}}\right)^{2}}
{\displaystyle {\sqrt {r^{2}-(r-s)^{2}}}={{l} \over {2}}}
{\displaystyle l=2{\sqrt {r^{2}-(r-s)^{2}}}}
{\displaystyle l=2{\sqrt {2rs-s^{2}}}}

## 같이 보기
- 변심거리
- 정다각형
- 라디안